# BattleTech
《BattleTech》（暫譯：戰鬥科技，另有譯作：暴戰機甲兵）是一個虛構的科幻世界，類似星艦迷航記或是星際大戰系列。《BattleTech》最先出現的是棋盤式的戰爭遊戲，於1984年由FASA公司設計。遊戲中模擬了31世紀後的未來戰場，在那時，以核融合為動力的巨大步行機器人，也就是所謂的戰鬥機甲（BattleMechs），成為戰場的主宰者，搭配坦克、星艦、戰鬥機等載具，並使用諸如雷射、粒子砲（particle projection cannons）、電磁槍（gauss rifles）、自動機砲和飛彈等武器。遊戲的主軸就是戰鬥機甲之間的戰鬥，以及關於戰鬥機甲的種種故事，所以《BattleTech》可以算是一種有著濃重軍事風的科幻世界。
《BattleTech》最早期的版本名叫《BattleDrolds》（『drold』是機器人的別稱），但由於喬治盧卡斯（George Lucas）和盧卡斯影業（Lucasfilm Ltd.）已經先為『drold』一字註冊了商標，所以從第二版開始便改名叫《BattleTech》。
《BattleTech》贏得了三次Origins獎，並延伸了許多產品與擴充資料。
最早的戰鬥機甲設計取材自《超時空要塞》等其它動畫，但由於版權因素，已經不再使用。
據目前的估計，已經有兩千五百萬人玩過《BattleTech》相關遊戲、或是讀過相關的小說。並至少有一千萬人玩過《BattleTech》的改編電玩，《機甲爭霸戰》（MechWarrior）系列電玩和《MechWarrior: Dark Age》系列玩具也已經賣破千萬，已知有超過三百款的遊戲與玩具產品被發行，相關的書籍例如核心規則書也是一再的被出版，並有超過五千個由社群製作的相關網頁。

## BattleTech中的政體
《BattleTech》的世界有著許多的星際人類政府，由星際聯盟（Star League）的剩餘成員所構成，這些政府時常為了爭奪內天體世界（Inner Sphere）的控制權以及五個繼承國（the five Successor States）的地位而爭戰。

### 內天體世界（Inner Sphere）
主要由五個繼承國與高等家族（the Great Houses）所統治，內天體世界一直都是《BattleTech》的故事核心。

#### 主要派系
- Federated Suns
  - 統治者：Davion家族
- Draconis Combine
  - 統治者：Kurita家族
- Capellan Confederation
  - 統治者：Liao家族
- Lyran Alliance
  - 統治者：Steiner家族
- Free Worlds League
  - 統治者：Marik家族
- Rasalhague Dominion
  - 由鬼熊（ghost bear）佔領區和殘存的自由Rasalhague共和國所組成。
  - 統治者：統治委員會（The Dominion Council），政治上由推選出來的王侯領導，軍事上由鬼熊氏族的可汗所領導。

#### 次要派系
- ComStar是一支強大的半宗教性組織，在星際聯盟結束後控制著Terra星（地球）直到氏族（the Clans）的入侵。ComStar向來以中立派系自居，但也主掌並壟斷超光速科技，一直到Word of Blake的分裂為止。
- Word of Blake是從ComStar分裂出來的一個組織，在Myndo Waterly死後組成。Word of Blake在西元3058年征服了Terra星，並在西元3067年發動大型聖戰（附註：此語與伊斯蘭教無關），聖戰最終導致天體共和國（the Republic of the Sphere）的建立。
- St. Ives Compact 是個短命的分裂政府，從Capellan邦聯分裂出來，於第四次繼承戰爭（the 4th Succession War）後建立。然而又經過短暫的戰爭後，再度被邦聯統一。
- Terran Hegemony是第一個跨星球的政府，在星際聯盟垮台後結束。
- Republic of the Sphere 於Word of Blake所發動的聖戰中建立，在擊敗了Word of Blake的部隊之後，Devlin Stone控制了從Terra星到一百二十光年之遙的整個世界。西元3132年，在高能脈衝發電機（HyperPulse Generators，HPG）失去作用後，星際間的聯繫瞬間停止，進入了黑暗世紀（Dark Age），並導致共和國分裂成數個政體：
  - Bannson's Raiders：傭兵組織，由富裕又具有野心的商人Jacob Bannson所建立。可能最後併入了Liao家族。
  - Dragon's Fury：Draconis Combine的同盟。在首領Katana Tormark獲得了『Dieron的戰神』（Warlord of the Dieron District）的封號之後，併入Draconis Combine。
  - Northwind Highlanders：原為傭兵組織，後負責共和國的行星防衛。可能最後併入共和國軍隊。
  - Swordsworn：Federated Suns的盟友，由Lord Governor Aaron Sandoval領導。
  - Spirit Cats：超新星虎氏族（Clan Nova Cat）的盟友。在銀河指揮官Kev Rosse遭刺殺後併入超新星虎正規軍。
  - Stormhammers：Lyran Commonwealth的盟友。
  - Steel Wolves：野狼氏族（Clan Wolf）的盟友，銀河指揮官Anastasia Kerensky在擊敗了Kal Radick之後獲得掌控權。

### 氏族（The Clans）
氏族由Aleksandr Kerensky帶著被放逐的星際聯盟部隊所組織而成。最先他們是為了避免派系鬥爭（派系鬥爭導致星際聯盟的分裂），隨後氏族開始孕育大量的基因改造戰士，一些氏族在3040年後入侵內天體世界，而之後仍然留在內天體世界。其中一些氏族繼續磨練他們的戰技，並打算進一步攻向Terra星—也就是前星際聯盟的核心以及人類的發源地。Kerensky為最初的二十支氏族命名，雖然經過數世紀後只剩下了十四支氏族，氏族們仍然相當敬重當初被給予的名號。
- Clan Blood Spirit（血靈）
- Clan Burrock （刺蜈蚣）
- Clan Cloud Cobra（黑云蛇）
- Clan Coyote（郊狼）
- Clan Diamond Shark（鑽石鯊）
- Clan Fire Mandrill（火山魈）
- Clan Ghost Bear（鬼熊）
- Clan Goliath Scorpion（巨蠍）
- Clan Hell's Horse（地獄馬）
- Clan Ice Hellion（冰鷲）
- Clan Jade Falcon（碧玉鷹）
- Clan Jade Wolf（碧玉狼）
- Clan Mongoose（貓鼬）
- Clan Nova Cat（超新星虎）
- Clan Sea Fox （海狐）
- Clan Smoke Jaguar（迷霧豹）
- Clan Snow Raven（雪鴉）
- Clan Star Adder（星蛇）
- Clan Steel Viper（鐵煉毒蛇）
- Clan Widowmaker（黑寡婦）
- Clan Wolf（野狼）
- Clan Wolverine（狼獾）

### 傭兵（Mercenaries）
內天體世界裡有許多可供僱佣的武裝組織，其中有些相當的有名而且強大，而他們的行動也往往對整個世界歷史有著一定程度的影響。以下為較著名的傭兵公司列表：
- Wolf's Dragoons（狼族龙骑兵）
- Eridani Light Horse（艾瑞德尼轻骑）
- Kell Hounds（凯尔猎犬）
- Northwind Highlanders（北风高地人）
- Grey Death Legion（灰色死亡军团）
- Waco Rangers
- Snord's Irregulars（後來的Rhonda's Irregulars）
- Smithsons Chinese Bandits
- 21st Centauri Lancers
- Miller's Marauders（後來的Barber's Marauder IIs）
- 12th Star Guards
- Dismal Disinherated

### 外圍國度（The Periphery Realms）
外圍國度為內天體世界的外圍獨立政體統稱，有些政體在星際聯盟出現以前就已經進行殖民了。這些政體有獨立的行星、小規模的商業聯盟以及海盜集團等。這些政體也往往為了繼承國（the Successor States）的權力而彼此鬥爭。
- Circinus Federation：海盜王國，在抵抗Marian Hegemony的入侵時為Word of Blake的同盟，但王國隨後在聖戰（Jihad）時被殲滅。
- Elysian Fields：在氏族入侵時被征服。
- Fiefdom of Randis
- Filtvelt Coalition：在Word of Blake發動的聖戰中（也可能是之後），脫離Federated Suns獨立。
- Greater Valkyrate：海盜王國，在3050年的入侵中被氏族征服。
- Lothian League：一個小規模的外圍政體，後在3063年被Marian Hegemony征服。
- Magistracy of Canopus：一個較大的外圍政體，Capellan Confederation的同盟。
- Marian Hegemony：從原本的盜匪王國轉變為小型政體。這是取材自現實中羅馬帝國的發展。
- Mica Majority：小規模的（具有大氣層的）殖民地同盟。
- Niops Association：小規模的殖民地同盟。
- Oberon Confederation：在氏族入侵時被征服。
- Outworlds Alliance：和平的與雪鴉氏族（Clan Snow Raven）合併，並在3060年後改名為Raven Alliance。
- Rim Collection：Rim Worlds Republic的殘存政體。
- Rim Territories
- Taurian Concordat：規模最大的外圍政體，人民有強烈的愛國意識但並不仇視外國人。
- Tortuga Dominions：海盜集團。

## 改編電玩
《BattleTech》已經有幾個較知名的電玩系列：

### 《MechWarrior》系列
大陸譯作：《機甲戰士》、台灣譯作：《機甲爭霸戰》，為具有動作性的機器人戰鬥模擬遊戲。
- 《MechWarrior》（1989）
- 《MechWarrior 2: 31st Century Combat》（1995）
  - 《MechWarrior 2: Ghost Bear's Legacy》（資料片）（1995）
  - 《MechWarrior 2: Mercenaries》（1996）
  - 《MechWarrior 2: Titanium Trilogy》（三部曲合集與3D加速版）（1998）
- 《MechWarrior 3》（1999）
  - 《MechWarrior 3: Pirate's Moon》（資料片）（1999）
- 《MechWarrior 4: Vengeance》（2000）
  - 《MechWarrior 4: Black Knight》（資料片）（2001）
  - 《MechWarrior 4: Inner Sphere Mech Pack》（資料片）（2002）
  - 《MechWarrior 4: Clan Mech Pack》（資料片）（2002）
  - 《MechWarrior 4: Mercenaries》（2002）
- 《MechWarrior Online》（2012）
- 《MechWarrior 5: Mercenaries》（2019）

### 《MechCommander》系列
台灣譯作：《鋼彈司令》。顧名思義，為指揮機甲戰鬥的即時戰爭遊戲。
- 《MechCommaner》（1998）
  - 《MechCommaner Gold》（黃金版）（1999）
- 《MechCommander 2》（2001）

### 《MechAssault》系列
台灣譯作：《機甲先鋒》。發行在Xbox及任天堂DS平台上的動作遊戲。
- 《MechAssault》（2002，Xbox）
- 《MechAssault 2: Lone Wolf》（2004，Xbox）
- 《MechAssault: Phantom War》（2006，任天堂DS）

## 外部連結
- 官方的BattleTech網站（页面存档备份，存于）
- MobyGames的MechWarrior系列連結入口（页面存档备份，存于）